# Lobophytum microlobulatum
Lobophytum microlobulatum is een zachte koraalsoort uit de familie Alcyoniidae. De koraalsoort komt uit het geslacht Lobophytum. Lobophytum microlobulatum werd in 1970 voor het eerst wetenschappelijk beschreven door Tixier-Durivault. 